# Григорьев, Иван Иванович (Герой Социалистического Труда)
Иван Иванович Григорьев (2 февраля 1930 — 12 марта 2011) — передовик советского сельского хозяйства, управляющий отделением совхоза «Луговое» Вейделевского района Белгородской области, Герой Социалистического Труда (1973).

## Биография
Родился в 1930 году в русской крестьянской семье в селе Долгое Вейделевского района (ныне — Белгородской области). Во время Великой Отечественной войны помогал взрослым, а в 1945 году трудоустроился в совхоз «Луговое» Воронежской (ныне — Белгородской) области. Был призван в ряды Советской Армии. После службы вновь вернулся работать в совхоз.
С 1954 года в совхозе работал учётчиком, бригадиром. С 1957 года — управляющий отделением совхоза «Луговое».
Указом Президиума Верховного Совета СССР от 11 декабря 1973 года за достижение высоких показателей в производстве продукции сельского хозяйства Ивану Ивановичу Григорьеву было присвоено звание Героя Социалистического Труда с вручением ордена Ленина и медали «Серп и Молот».
После ухода на заслуженный отдых в 1990 году проживал в родном селе.
Умер 12 марта 2011 года. Похоронен на сельском кладбище.

## Награды
За трудовые успехи был удостоен:
- золотая звезда «Серп и Молот» (11.12.1973)
- орден Ленина (11.12.1973)
- Орден Трудового Красного Знамени (08.04.1971)
- другие медали.

## Память
В 2011 году в совхозе «Луговое» был сооружён и торжественно открыт бюст Герою Ивану Ивановичу Григорьеву.